# Hawronszczyna
Hawronszczyna (ukr. Гавронщина) – wieś na Ukrainie, w obwodzie kijowskim, w rejonie buczańskim, w hromadzie Makarów. W 2001 liczyła 1006 mieszkańców.